# Erasmus Christian von Arnstedt
Erasmus Christian von Arnstedt (* 26. Juni 1628 in Banteln; † 14. April 1706 in Magdeburg) war ein deutscher Gutsbesitzer und evangelischer Domdechant. Er war Dechant und Obedientiarius des Stifts Magdeburg, Präpositus und Thesaurarius der Kollegiatstifter St. Nicolai, St. Petri und St. Pauli und St. Gangolphi in Magdeburg sowie Erbherr auf Otzdorf und Barleben.

## Herkunft
Erasmus Christian von Arnstedt stammte aus dem Adelsgeschlecht von Arnstedt und war der Sohn von Hieronymus Brand von Arnstedt, Domherr zu Halberstadt, Erbherr auf Otzdorf, Gropendorf und Burichen, und dessen Ehefrau Sidonia von Bennigsen aus dem Hause Banteln. Auf dem Gut Banteln im Land Braunschweig wurde er am 26. Juni 1628 mitten in den unruhigen Zeiten des Dreißigjährigen Krieges geboren. Bereits zehn Jahre später starb sein Vater an der Pest in der Stadt Braunschweig. Seine Mutter stand mit acht unmündigen Kindern plötzlich alleine da. Dennoch ermöglichte sie ihrem Sohn den Besuch von Schulen in Hildesheim und Halle (Saale).

## Leben
In Magdeburg erhielt er bereits 1637 die Anwartschaft auf eine Dompräbende, die er im Alter von 20 Jahren 1648 antrat. Ab 1650 studierte er an der Universität Straßburg. 1655 erhielt er in Magdeburg eine freigewordene Stelle als Domkapitular und 1694 trat er nach dem Tod des Freiherrn von der Schulenburg in Magdeburg das Amt des Domdechanten an, das er bis zu seinem Tod ausübte. In Barleben war er Bauherr des Arnstedter Hofs.
Er starb am 14. April 1706 im 78. Lebensjahr und wurde am 27. Mai 1706 von Magdeburg nach Barleben in hochadliger Begleitung überführt. Dort erfolgte am 28. Mai 1706 die feierliche Beisetzung im Arnstädtischen Erbbegräbnis. Die dort vom Barlebener Pastor Martin Kale gehaltene Leichenpredigt erschien noch im gleichen Jahr beim privilegierten königlich-preußischen Buchdrucker Johann Daniel Müller in Druck.

## Familie
Arnstedt heiratete Anna Elisabeth von dem Haus († 1703) (auch: von Husen). Das Paar hatte mehrere Kinder:
- Sophiea Sydonia (* 17. Januar 1669)
- Charlotte Elisabeth (* 9. Oktober 1671)
- Sabine Maria, Kanonistin in Schiffsbeck
- Christian Christoph (* 18. August 1667; † 10. August 1680)
- Georg Ulrich (* 1673; † 9. März 1692), gefallen als Fähnrich bei Namur
- Margaretha Clara (* 1676; † 9. Januar 1677)
- Anna Elisabeth († Jung)
- Hieronymus Caspar, Kriegskommissar ⚭ Charlotte von Schwarzen
- Adam Rudolf Siegmund (* 4. September 1677; † 1709 in Sizilien), Oberst, an den Folgen einer Verwundung bei Villa Franka
- Jost Friedrich (* 29. Juli 1670; † 3. Oktober 1711) ⚭ Tugendreich von Hackeborn († 1727)
- Ludwig Brand (* 1644; † 1732) ⚭ Charlotte von Schwarzen, a.d.H. Brüneburg[2]
- Moritz Heinrich (* 1679; † 1752) ⚭ Johanne Christiane von dem Werder († 3. Februar 1743)